# Anacleto Burgoa
José Anacleto Burgoa (San Juan, Argentina, ca. 1800 - San Juan, enero de 1868) fue un militar argentino, que ejerció brevemente como gobernador de la Provincia de San Juan.

## Biografía
Fue soldado y después oficial del ejército de Facundo Quiroga, y combatió a sus órdenes en las batallas de Rincón de Marlopa, La Tablada, Oncativo y La Ciudadela. Fue también oficial del ejército del gobernador Martín Yanzón, que lo ascendió al rango de teniente coronel, y a sus órdenes participó en la invasión a La Rioja, que terminó en la derrota de Pango y la invasión riojana a San Juan, que causó la caída del gobernador. Junto a éste huyó a Chile.
Regresó a Tucumán después de la muerte del caudillo federal Alejandro Heredia. Apoyó con entusiasmo la Coalición del Norte y trató de convencer a sus líderes que la misma podía controlar San Juan en caso de que las fuerzas unitarias la invadieran. Viajó a La Rioja a convencer de ello al gobernador Tomás Brizuela, pero éste se limitó a acciones defensivas. De regreso a Tucumán, fue uno de los más firmes aliados del general Lamadrid para su idea de atacar las provincias de Cuyo.
Formó en el ejército de Lamadrid como su edecán, y luego pasó a la vanguardia de éste, al mando de Mariano Acha. Cuando éste ocupó San Juan, nombró a Burgoa como gobernador de la provincia, rodeándolo de jóvenes más educados que él, como Damián Hudson, Santiago Lloveras y Ruperto Godoy. Su gobierno se limitó a reunir fondos y armas, perseguir a los federales y apoyar la acción  de Acha en las batallas de Angaco y la derrota de La Chacarilla, ante el gobernador federal Nazario Benavídez. Tras la derrota, Burgoa huyó a Mendoza, mientras Acha fue ejecutado. Se exilió en Chile después de la Batalla de Rodeo del Medio; sus bienes fueron confiscados y fue declarado fuera de la ley.
Permaneció en Chile hasta 1852, año en que pudo volver bajo la protección de Benavídez, a quien había derrocado once años antes. Viajó a Buenos Aires, donde el general Urquiza le reconoció el grado de teniente coronel. Se unió al Sitio de Buenos Aires bajo las órdenes de Hilario Lagos, lo que le valió el ascenso al grado de coronel.
Tras vivir unos años en Rosario, en 1856 se instaló en Paraná, donde ocupó cargos militares secundarios.
En 1865 se incorporó al ejército de la Provincia de Entre Ríos, para marchar a la Guerra del Paraguay. La Sublevación de Basualdo, en que los soldados entrerrianos desertaron en masa, impidió su participación en la misma.
Fue dado de baja en 1867 y regresó a San Juan, donde falleció en enero de 1868.